# Герб Лабрадору
Неофіційний герб Лабрадору відображає його культурну відмінність від острова Ньюфаундленд.  Герб не був наданий Канадською геральдичною владою, а є присвоєним.

## Символіка[2]
Клейнод
Сніжна сова на золото-червоному буралеті.
Щит
Основними кольорами герба є кольори прапора Лабрадора: зелений для лісів, білий для льоду та снігу та синій для вод. Дизайн також нагадує про Оду до Лабрадора: "Дорога країна гір, лісів та снігу". Три білі гірські вершини символізують народи-засновники Лабрадора: інну, інуїтів та поселенців. Чотири смереки символізують чотири точки компаса та великі масштаби та різноманітність території, ландшафтів, спільнот та способу життя. Хвилясті смуги символізують озера та річки, затоки та море. Чергування білого та синього символізує зміну пір року, а отже, історію тисячолітнього життя Лабрадору. Золота зірка - Полюсна зірка, що символізує північне середовище та культуру. Як символ навігації, він вказує шлях до світлого майбутнього. Його пункти - це онуки, яким лабрадорці довіряють землю, її ресурси та її спадщину.
База
Поле лабрадорсьокого чаю та моху карібу.
Щитотримачі
Два карібу, тварини, що займають центральне місце в житті та існуванні всіх лабрадорів.
Девіз
Munus splendidum mox explebitur; "Чудове завдання незабаром буде виконаним". Адаптовано та перекладено з першої строфи Оди до Лабрадора.